# Bethpage

Bethpage na mapie Nassau County

Bethpage – jednostka osadnicza w hrabstwie Nassau na Long Island w Stanach Zjednoczonych w stanie Nowy Jork.
Do połowy lat 90. XX wieku, Bethpage była siedzibą Grumman Aircraft – jednej z największych amerykańskich wytwórni lotniczych, a w zlokalizowanych tu zakładach, podczas II wojny światowej powstawały podstawowe maszyny pokładowe wojny na Pacyfiku F4F Wildcat, F6F Hellcat i TBF Avenger, w okresie zaś późniejszym m.in. lądowniki księżycowe programu Apollo i samoloty odrzutowe Grumman F-14 Tomcat.